# South Cadbury
South Cadbury è un villaggio e parrocchia civile dell'Inghilterra, appartenente alla contea del Somerset.